# 白宽洙
白寬洙（백관수，1889年1月28日—1951年10月25日），号芹村(근촌)，本贯水原，日占时期朝鲜的教育者和传媒人士，同时也是韩国的独立运动家、政治家。艮斋田遇的门生，6岁时在其门下学习汉学。全罗北道出身。

## 生平
1915年京城法学专科毕业，后留学日本明治大学，1919年2月与申翼熙等日本留学生在东京组织朝鲜青年独立团，并任团长，共同发表二八独立宣言，被警察逮捕，服刑一年。之后复学并毕业于明治大学法学系。1924年回国，在当时朝鲜日报社任主任（取締役），1926年12月任编辑和营业局长。

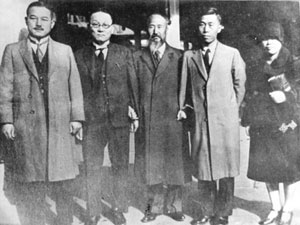
1929年在东京举行的“第3届泛太平洋会议”，参加本次会议的韩国民族代表团。从左：白宽洙、宋镇禹、尹致昊、柳亿兼、金活兰

1928年《朝鲜日报》发表社论《보석(保釋)지연의 희생》，朝鲜总督府警务局将他与主编安在鸿一起被逮捕拘留，1929年被暂时释放。之后的1年零4个月《朝鲜日报》中断发行。1930年刑期结束后获释。
1937年5月任第7任东亚日报社社长，1932年创立弘文社，发行《东方评论》刊物，1935年因煽动性内容被日本命令停刊。1940年日本强制解散东亚日报社，白宽洙被京城钟路警察署逮捕、拘禁。后获释回到家乡隐居。
光复以后，1945年9月，参与创建韩国民主党。1946年2月14日当选美国军政时期的紧急国民会议交通委员长、民主党国会议员、南朝鲜过渡立法委员会议员等职务。
1948年5月10日当选制宪国会议员，6月1日任宪法基础委员会委员，以及首任法制司法委员长、宪法制定议员、政府组织法基础委员等职务。
1950年6月，朝鲜战争爆发时，在漢城（今首爾）没有逃走被朝鮮人民軍绑架。1951年10月25日获悉去世的消息，但其详细的行迹无从得知。他的墓地在北韩平壤市。
1983年8月15日，其家乡高敞邑新村公园的白宽洙铜像揭幕.

## 简历
- 1948年5月10日 :大韩民国制宪国会选举全罗北道高敞郡制宪国会议员

## 家庭关系
- 父亲 : 白道鎭(백도진, ? - ?)
- 母亲 : 高氏(고씨, ? - ?)
  - 兄弟 :
- 子女 :
  - 长子 : 白梡(백완)
  - 次子 : 白栒(백순)
  - 长女 : 白京栒(백경순, 1926 - )
  - 大女婿: 金连俊(김연준, 1914 - 2008)- 汉阳大学创始人、学校法人. 汉阳证券总裁, 酒店会长
  - 外孙 : 金锺量(김종량，1950 - )- 前汉阳大学校长。现汉阳学院理事长
- 叔父 :
  - 堂兄 : 白仁寿（백인수）(殉国知事)
    - 5촌 초카 : 白樂日（백낙일）(独立运动家)
- 亲族 : 白正基（백정기）(独立运动家)

## 相关书籍
- 李宰根, 《芹村白宽洙:불기운은 어찌 이리 더딘가》(东亚日报社, 1996)